# Felix Achille de la Cámara
Hrabě Felix Achille de la Cámara, původním jménem Felix Emil Josef Karel Cammra (8. listopadu 1897? Kutná Hora – 8. května 1945? Praha), byl český spisovatel, publicista, scenárista, překladatel, podnikatel v oblasti divadla a nacistický kolaborant.

## Život a dílo

### Život do třicátých let
Felix Cammra (Cámara) byl syn císařského rady Felixe Cammry z Kutné Hory. (Tento Felix Cammra starší – otec – byl původně důstojníkem z povolání; oženil se s dcerou majitele kutnohorské knihtiskárny Karolinou Šolcovou a od roku 1902 podnik – vydavatelství Karel Šolc, Kutná Hora – vedl.)
Felix Cammra (Cámara) studoval na kutnonohorském gymnáziu; studia přerušil, když byl po vypuknutí 1. světové války odveden na frontu, kde se stal jezdeckým důstojníkem 13. dragounského pluku na ruské frontě. Vyznamenán byl německým Železným křížem, třemi rakouskými řády a medailí za statečnost. Ještě po vzniku republiky krátce působil jako aktivní důstojník československé armády (1918–1919); do zálohy byl převeden jako nadporučík jezdectva.
Cámara vedl pestrý život, provázený bohémstvím a řadou afér. Podle vlastního tvrzení měl být po otci Felixovi potomkem španělského šlechtického rodu. Proto si nechal v roce 1924 úředně změnit jméno na Felix Achilles de la Cámara del Campo y del Padrone. Používal i různé podobné verze tohoto jména: C. del Campo, Cámara del Campo, Cámara Josef Karel.
V roce 1919 se ujal řízení rodinného nakladatelství Karel Šolc, které fungovalo do roku 1926. Po prodeji firmy v roce 1928 pobýval v Berlíně a v Paříži.
Jeho manželkou byla v letech 1922–1927 Jelizaveta Nikolská (1904–1955), primabalerina Národního divadla. Manželství skončilo odchodem Nikolské do Paříže.

### Divadlo a literatura
Založil divadlo Apollo a v letech 1923–1927 zřídil a vedl divadlo Komedia v paláci Lucerna, které musel po finančním bankrotu pro malou návštěvnost rozpustit. Divadlo za nevyjasněných okolností vyhořelo. Cámara byl, spolu se svou matkou Karolinou, zatčen a vyšetřován pro podezření ze žhářství. Po několika dnech však byli oba pro nedostatek důkazů propuštěni a požár zůstal neobjasněn.
V roce 1935 se stal majitelem firmy Cámara Films Paris. Jeho hlavním zájmem však byla literatura. Za svého života vytvořil značné množství povídek, románů, dramat, dětské četby, rozhlasových prací a filmových námětů, pohybujících se často v rovině patosu a exaltace a čerpajících z atraktivních námětů (magie, okultismus, démonologie, konspirační teorie, egyptská mystéria). Pod šifrou Ra publikoval v Národní politice, byl redaktorem několika časopisů a kalendářů. Překládal z němčiny, angličtiny, francouzštiny a španělštiny. Psal romány ve francouzštině.

### Literát v politických službách doby
V roce 1926 vstoupil Cámara do Národní obce fašistické Radoly Gajdy. Ve třicátých letech se stal členem české nacionalistického hnutí Vlajka.
Přátelil se s dobrodruhem Josefem (Harrym) Jelínkem, jehož manželka Lída Jelínková-Bačkovská (* 1910, Praha) byla majitelkou nakladatelství Evropské vydavatelstvo (1937–1947). Toto nakladatelství vydávalo antisemitskou a pronacistickou publicistiku a beletrii a Felix Cámara byl jedním z jeho kmenových autorů.
Stejně jako přítel Harry Jelínek byl už ve 30. letech ve službách nacistů. Jako tajný příslušník nacistických jednotek SA řídil ve druhé polovině 30. let propagandu frankistického Španělska v Československu. Triptych oslavných spisů o Frankovi zahájil souborem pamfletů, fiktivních reportáží (například o obléhání republikánské pevnosti Alcázar) a koláží z oficiální frankistické propagandy Kupředu, Španělsko!... Arriba España!... (1937, pseudonym Casa del Campo). Obsáhlý spis Generalissimus Franco a události španělské (1939) a „životopisná studie historická“ El Caudillo (1942) jsou variacemi děl heroizujících španělský fašismus, který bojuje proti „neviditelné moci světového zednářstva“. Španělská témata obsahují také Cámarovy povídky a reportáže Parfumy zla (1943) a Gréta del Astar (1944), obsahující naivně rozvíjené romantické zápletky (spiklenci, zednáři, jezuité, „lady-vamp“, tajné služby apod.). Zálibu v drastických motivech a mystériích uplatnil i v knize Královské potěšení Isis (1943).
Stal se říšským státním příslušníkem, už od roku 1934 byl členem SA. Byl také činný jako cenzor českých filmů v úřadu říšského protektora. V roce 1944 byl jedním ze zakladatelů České ligy proti bolševismu.

### Film
Už ve druhé polovině 30. let se Cámara pokoušel prosadit v českém filmu. Jeho první filmový pokus Tvoje srdce inkognito (1936), který částečně i sám režíroval, byl v Březinově Lexikonu českého filmu vyhodnocen jako „řemeslně nezvládnutý a mírně amorální brak“. Napsal řadu realizovaných i nerealizovaných scénářů, například Slávko, nedej se (1938), podle námětu J. K. Tyla Děvče z předměstí (1939), Okénko do nebe (1940).
S vlajkařem Janem Rysem-Rozsévačem a kolaborujícím režisérem Václavem Binovcem se pokusil natočit „první český film s protizednářskou tendencí“ Čtverylka lásky. Scénář o spiklencích z konce 18. století měl tematizovat jeden z osvědčených motivů fašistické propagandy, dílo však nebylo realizováno.
Film Dívka v modrém natočil podle námětu Felixe Cámary a podle svého scénáře Otakar Vávra v roce 1939. Komtesa Blanka z Blankenbergu je považována za nejlepší filmovou roli Lídy Baarové. Příběh vyšel i v knižní podobě (Evropské vydavatelstvo, 1942).

### Smrt
Mezi 5. a 9. květnem 1945 (přesné datum není známo) byl Cámara na pražské Kampě zabit revolučními gardisty jako aktivní kolaborant. (Nově se objevily dvě jiné teorie o jeho smrti: podle jednoho zdroje se mu podařilo odjet do Španělska a zemřel v roce 1952 v Jižní Americe; podle jiných údajů uprchl do Francie, zemřel na následky pobodání.)

## Přehled tvorby
- Černý mág 1920, první díl románové trilogie,
- Záhada sfingy 1921,
- Ve spárech démonů 1921, milostný román,
- Španělské markýzy 1921,
- Čarodějovy pohádky 1921, pohádky,
- V kouzelném zrcadle 1921, pohádky,
- Sny o princeznách 1921, pohádky,
- Jeho tajemství 1922, druhý díl románové trilogie,
- Hrabě de Cagliostro 1922, kritická studie,
- Filmová hvězda 1922, dívčí román,
- Fantomy 1922,
- Zlatovlasý upír 1922, divadelní hra,
- Moje pohádky 1922, pohádky,
- Z říše víl 1922, pohádky,
- Čarovný svět 1922, pohádky,
- Velekněžka magie 1923, třetí díl románové trilogie,
- Perla filmu 1923, příběh života populární umělky Pearl White,
- Tajemný soupeř 1924, vydáno anonymně,
- Primabalerina a tance upírů 1925,
- Dobrodružství filmové umělkyně 1926. dva díly (Jeho tajemství a Egyptští zednáři),
- Kupředu, Španělsko!... Arriba España!... 1937, koláže z oficiální frankistické propagandy,
- Generalissimus Franco a události španělské 1939,
- Srdcem a kordem 1942,
- Dívka v modrém 1942, knižní vydání filmového scénáře,
- Paní mých snů 1942,
- El Caudillo 1942, životopisná studie,
- Parfumy zla 1943,
- Svítilna draholamů 1943, maurské pohádky.
- Královské potěšení Isis 1943, nejstarší báje lidstva,
- Madona vikingů 1943, též pod názvem Fantom oceánu,
- Úsměvem a kordem 1944,
- Gréta del Astar 1944.

### Filmografie
- Tvoje srdce inkognito 1936 – scénář a režie (spolu se Svatoplukem Innemannem)
- Pozor straší 1938 – scénář (spolu s Václavem Wassermanem)
- Nevinná 1939
- Slávko, nedej se! 1939 – scénář (spolu s Václavem Wassermanem)
- Děvče z předměstí anebo Všecko přijde na jevo 1939 scénář podle námětu Josefa Kajetána Tyla, režie: Theodor Pištěk
- Okénko do nebe 1940
- Dívka v modrém 1940 – námět; režie: Otakar Vávra